# Bartholomew Ogbeche
Bartholomew Ogbeche (Ogoja, Nigeria, 1 de octubre de 1984) es un exfutbolista nigeriano nacionalizado francés que jugaba de delantero.

## Trayectoria
Jugó por el club francés PSG. Tras su paso por la plantilla del A.O. Kavala de Grecia, firmó por el Boro de la First Division inglesa. En la temporada 2009-10, jugó en la Segunda División española con el Cádiz CF. Tras el descenso del equipo a Segunda B, abandonó el mismo pese a ser el máximo goleador. También ha jugado previamente en los siguientes clubes: Al-Jazira de Emiratos Árabes Unidos de 2005 a 2006, y en el Deportivo Alavés en la temporada 2006-07 y en el Real Valladolid en el periodo 2007-2009. Jugó asimismo cedido en los clubes franceses Bastia y FC Metz. En enero de 2013 fue contratado por el Xerez C. D. después de unos días de prueba.
Disputó con la selección de su país la Copa Mundial de Fútbol de 2002.

## Clubes
| Club                       | País                   | Año       |
| -------------------------- | ---------------------- | --------- |
| Paris Saint-Germain F. C.  | Francia                | 2001-2005 |
| S. C. Bastia (cedido)      | Francia                | 2004      |
| F. C. Metz (cedido)        | Francia                | 2005      |
| Al-Jazira                  | Emiratos Árabes Unidos | 2005-2006 |
| Deportivo Alavés           | España                 | 2006-2007 |
| Real Valladolid C. F.      | España                 | 2007-2009 |
| Cádiz C. F.                | España                 | 2009-2010 |
| Kavala F. C.               | Grecia                 | 2010-2011 |
| Middlesbrough F. C.        | Inglaterra             | 2011-2012 |
| Xerez C. D.                | España                 | 2013      |
| Cambuur Leeuwarden         | Países Bajos           | 2014-2016 |
| Willem II                  | Países Bajos           | 2016-2018 |
| NorthEast United           | India                  | 2018-2019 |
| Kerala Blasters            | India                  | 2019-2021 |
| Mumbai City F. C. (cedido) | India                  | 2020-2021 |
| Hyderabad F. C.            | India                  | 2021-2023 |